# Зеленоподобни водорасли
Зеленоподобните водорасли (Viridiplantae – буквално „зелени растения“) са еволюционен клон растения включващ зелени водорасли и харови водорасли.

## Класификация
Зеленоподобни водорасли
- Тип Chlorophyta A. Pascher, 1914 – Зелени водорасли
  - Клас Ulvophyceae Stewart & Mattox, 1978
  - Клас Chlorophyceae
  - Клас Trebouxiophyceae Friedl, 1995
  - Клас Chlorodendrophyceae
  - Клас Pedinophyceae[6]
- Тип Charophyta – Харови водорасли
  - Клас Klebsormidiophyceae Hoek in Hoek, Stam & Olsen, 1992
  - Клас Mesostigmatophyceae Marin & Melkonian, 1999
  - Клас Chlorokybophyceae
  - Клас Charophyceae Rabenhorst, 1863
  - Клас Zygnematophyceae Round, 1971 – Слятоспорови
  - Клас Coleochaetophyceae

В някои класификационни системи те са били разглеждани като царство, под различни имена, напр. Viridiplantae, Chlorobionta, или просто Plantae, последното се разширяване до традиционното царство растенията, за да се включи зелени водорасли. Adl и др., който изготви класификацията за всички еукариоти през 2005 г., въвежда името Chloroplastida за тази група, отразявайки за групата наличието на първични хлоропласти със зелен хлорофил. Те отхвърлят името Viridiplantae на основание, че повечето от видовете не са растения, в традиционния смисъл.
Заедно с Rhodophyta и Glaucophyta, Viridaeplantae се смята, че принадлежат към по-големия клон, наречен Archaeplastida или Primoplantae.
Монофилетичните Chlorophyta и Streptophyta са класифицирани като Viridiplantae.
Има повече от 350 000 вида Viridiplantae.
Таксономична оценка на еукариотите, въз основа на разпределението на миозин показва, че Viridiplantae са загубили клас I миозините.